# Neurophyseta sogalalis
Neurophyseta sogalalis is een vlinder uit de familie grasmotten (Crambidae). De wetenschappelijke naam van deze soort is voor het eerst gepubliceerd in 1989 door Pierre Viette.
De soort komt voor in Madagaskar.